# فضة (ديزني)
جون ديفسون روكرداك (بالإنجليزية: John D. Rockerduck)‏ أو فضة (تسمية دار الهلال المصرية) هو شخصية خيالية بطوطية، من عالم ديزني. وهو واحد من المنافسين الرئيسيين لشخصية العم دهب أو سكروج.